# Кестенак
45°20′ пн. ш. 15°29′ сх. д. / 45.33° пн. ш. 15.48° сх. д.
Кестенак (хорв. Kestenak) — населений пункт у Хорватії, у Карловацькій жупанії у складі громади Барилович.

## Населення
Населення за даними перепису 2011 року становило 4 осіб.
Динаміка чисельності населення поселення: